# Fusil Automático Doble
Pour les articles homonymes, voir FAD (homonymie).
Le  Fusil Automático Doble ou FAD (fusil automatique double) est un fusil d'assaut péruvien conçu par Salomón Braga Lozo, des SIMA (Services Industriels de la Marine), et produit à partir de 2008. Chambré en 5,56 x 45 mm OTAN, il a particularité d'être couplé, de série, avec un lance-grenades de 40 mm.
De configuration Bullpup, c'est une arme compacte et relativement légère, pouvant être utilisée par les équipages de blindés comme arme d'auto-défense.

## Fiche technique du FAD
- Munition : 5,56 mm OTAN
- Mécanisme : emprunt de gaz et culasse rotative
- Cadence de tir théorique : 550 coups/min
- Portée efficace : 940 m
- Portée maximum : 1 600 m
- Vélocité : 963 m/s
- Masse (déchargé) : 3,6 kg
- Longueur totale : 814 mm
- Capacité du chargeur : 30 coups (cintré type M16A1) standard STANAG
- Visée d'origine : hausse et guidon